# Saint-Denis-Porte de Paris
Saint-Denis-Porte de Paris è una stazione della linea 13 della metropolitana di Parigi.
Si trova nel comune di Saint-Denis.

## La stazione

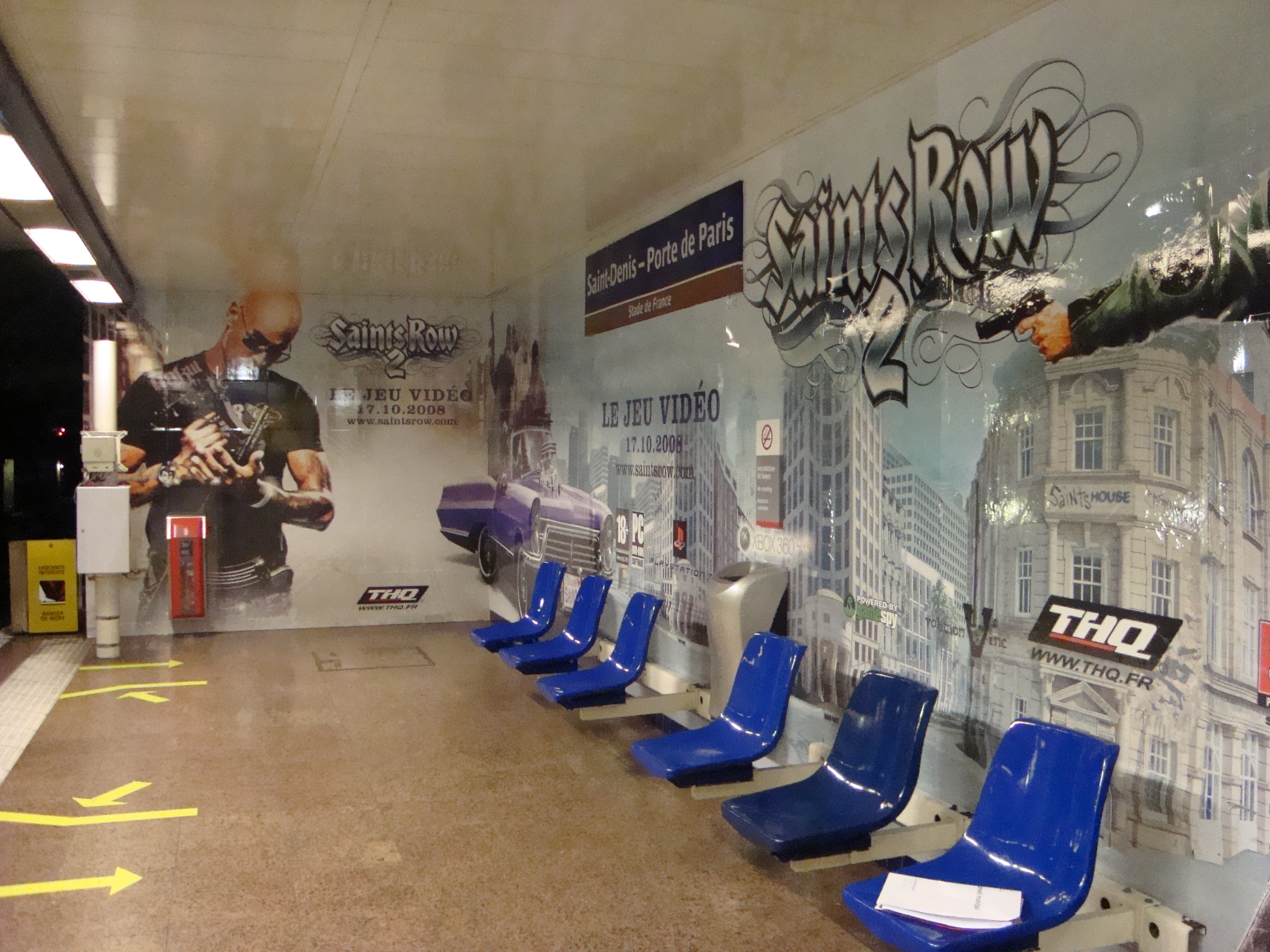
La stazione con la pubblicità Saints Row 2.

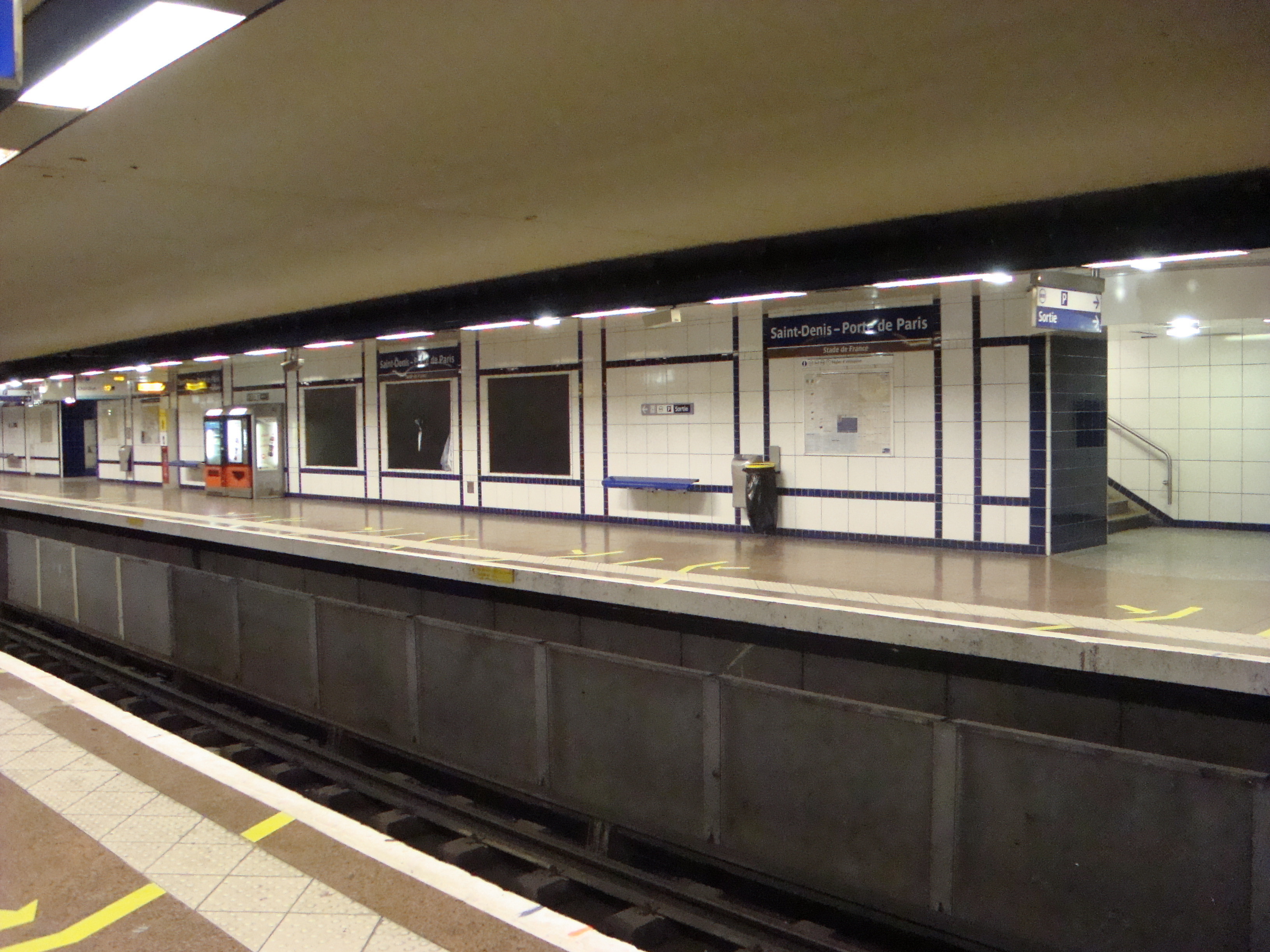
La pubblicità ricoperta con manifesti neri.

La stazione è stata inaugurata nel 1976 e poi ristrutturata con l'inaugurazione dello Stade de France, allo scopo di consentire un flusso adeguato al numero di spettatori del nuovo stadio. Essa dispone di un grande ingresso dotato di numerosi tornelli per l'accesso di grandi masse di persone che debbono affluire e defluire in tempi piuttosto rapidi in occasione di manifestazioni sportive o di intrattenimento, specialmente in estate.
La stazione ha un soffitto piano sorretto da dei pilastri. Le pareti sono verticali e ricoperte da pannelli pubblicitari destinati ad ospitare manifesti, curati da Metrobus, in occasione di eventi sportivi o di spettacoli che hanno luogo allo Stade de France.
Nell'ottobre 2008, la decorazione di un intero marciapiede della stazione e di tutti i suoi pannelli, utilizzata per pubblicizzare l'uscita del videogioco Saints Row 2, ha scatenato delle intense polemiche. Molte persone si sono dichiarate sconvolte per le scene cruente e le immagini di violenza illustrate nella pubblicità (armi da fuoco, sparatorie ed altro), ed hanno chiesto la rimozione del materiale. I pannelli sono stati ricoperti da fogli di carta di colore nero fino a quando i pannelli non sono stati rimossi alla fine della campagna pubblicitaria..

## Accessi
- Ingresso 1 - La Plaine - Stade de France (Ascensore )
- Ingresso 2 - Hôpital Casanova
- Ingresso 3 - Boulevard Marcel Sembat
- Ingresso 4 - Centre-Ville

## Interconnessioni
- Bus RATP - 153, 154, 168, 170, 177, 239, 253, 254, 255, 256, 268

## Vicinanze
Essa è la stazione più vicina allo Stade de France e al Musée d'Art et d'Histoire. La Bourse du travail ospita numerosi avvenimenti come congressi e riunioni di partiti politici e sindacali.